# Хольдорф (Мекленбург-Штрелиц)
Хольдорф (нем. Holldorf) — община в Германии, в земле Мекленбург-Передняя Померания.
Входит в состав района Мекленбург-Штрелиц. Подчиняется управлению Штаргардер Ланд.  Население составляет 790 человек (на 31 декабря 2010 года). Занимает площадь 15,69 км².